# 沙尔内克勒
沙尔内克勒（法語：Charnècles，法語發音：[ʃaʁnɛkl]）是法国伊泽尔省的一个市镇，属于格勒诺布尔区。

## 地理
沙尔内克勒（45°20'36"N, 5°31'40"E）面积5.23 平方千米，位于法国奥弗涅-罗讷-阿尔卑斯大区伊泽尔省，该省份为法国东南部内陆省份，北起顺时针与安省、萨瓦省、上阿尔卑斯省、德龙省、阿尔代什省、卢瓦尔省和罗讷省。
与沙尔内克勒接壤的市镇（或旧市镇、城区）包括：武雷、穆瓦朗、雷欧蒙、勒纳日、里沃。

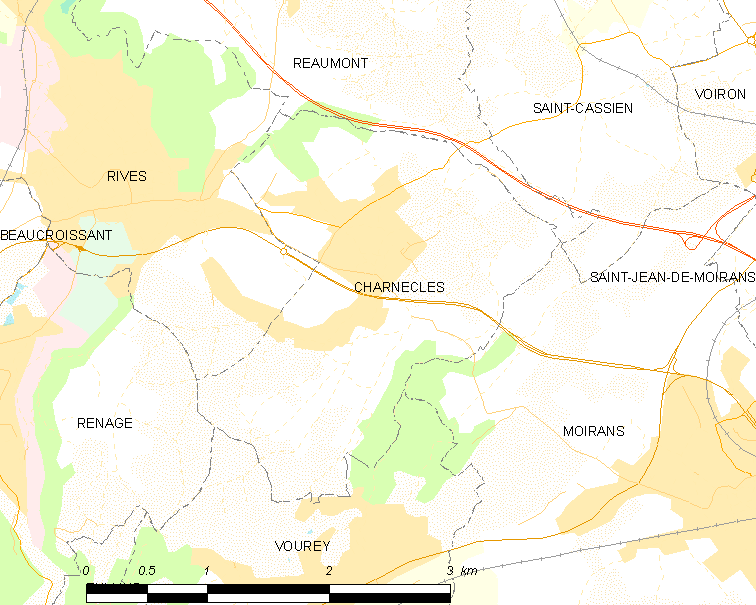
沙尔内克勒的OSM定位图

沙尔内克勒的时区为UTC+01:00、UTC+02:00（夏令时）。

## 行政
沙尔内克勒的邮政编码为38140，INSEE市镇编码为38084。

## 政治
沙尔内克勒所属的省级选区为蒂兰县。

## 人口

1962-2008年间沙尔内克勒人口变化图示

沙尔内克勒于2022年1月1日时的人口数量为1462人。